# توماس ديبدهل
توماس ديبدهل (من مواليد 12 أبريل 1979) هو مغني وكاتب أغاني نرويجي وعازف متعدد الآلات.

## الخلفية
نشأ توماس ديبدال في مدينة ساندنس في النرويج. بدأت مسيرته الموسيقية كعازف جيتار في فرقة Quadraphonics. أصدرت الفرقة ألبومًا واحدًا في عام 2002 من إنتاج أوسلوف ريكوردز .

## روابط خارجية
- الموقع الرسمي
- صفحة MySpace الرسمية
- صفحة المعجبين – المعجبين غير الرسمية Thomas Dybdahl ، تتضمن مجموعة كاملة من الصور ، وأخبار الجولة ، ومجموعة روابط ضخمة ، وتنزيلات ، ومراجعات ، وصور فوتوغرافية
- مقابلة مع توماس ديبدال لموقع www.4ortherecord.com